# 金東淳
金 東淳 （キム・ドンスン、1942年 - ） は、大韓民国在住の脱北者。2008年にソウルで朝鮮民主主義人民共和国（北朝鮮）の工作員であるとの容疑により逮捕されたが、2009年に無罪となった。北朝鮮工作員元正花の継父である。キム・ドンスンを朝鮮労働党39号室傘下の朝鮮大聖総局の高級幹部であるとする、元正花による証言がある。また、元正花の母との間の実子である次女は国家安全保衛部の工作員であり、長男は国家安全保衛部で運転手を務めている。姪婿は北朝鮮の金永南最高人民会議常任委員会委員長の息子と語っている。

## 経歴
- 平壌美術大学彫刻科卒業
- 朝鮮人民軍人民武力部偵察局少佐
- 咸鏡北道管理処計画課長
- 清津市勤労者協会管理委員会委員長
- 1974年:朝鮮労働党に入党。
- 1976年:元正花の母と結婚。
- 1999年:中国に潜入。
- 2003年12月-2006年1月:中国で元正花に北朝鮮の農水産物や絵画など10億ウォン相当の工作用物資や工作資金を提供。
- 2006年12月:カンボジアを経由して脱北者を装い韓国へ亡命。
- 2008年4月:中国の活動拠点から短波ラジオや朝鮮労働党の党員証をソウル蘆原区中渓洞の自宅へ郵送。
- 2008年6月:黄長燁が会長の北朝鮮民主化委員会を訪れ、黄長燁の居場所をつかもうとした。
- 2008年7月:北朝鮮を脱出した知識人団体のNK知識連帯に加入。
- 2008年8月27日:韓国陸軍大尉と、大尉の交際相手である元正花とともに逮捕したと韓国政府が発表。
- 2008年10月1日:初公判。
- 2008年10月22日:元正花と同時に法廷に立つことになっている。
- 2009年1月21日:水原地検公安部が懲役12年を求刑。金東淳は涙を流して容疑を否認した[1]。
- 2009年2月18日:水原地裁刑事部が犯罪を証明する直接的な証拠がないとして無罪判決を言い渡した[2]。

## 逮捕
水原地方検察庁、京畿地方警察庁、国家情報院、国軍機武司令部（情報関連部隊）による合同捜査本部により、2008年に元正花とともに逮捕された。自宅からは朝鮮労働党の党員証、偽造パスポート、短波ラジオ、北朝鮮最高人民会議の金永南常任委員長の家族写真、黄長燁元朝鮮労働党書記に関する資料などが発見されている。その後、間諜罪で起訴された。

## 工作活動
逮捕時には、元正花とともに工作活動を行っていた。主な任務は、脱北者らが北朝鮮国内のどのような人物から情報を得ているのかを把握し、これを北朝鮮に報告することだったとされている。「中国で貿易業をしていたため、北朝鮮の情報をよく知っている」などと話しさまざまな脱北者の集まりに接近して、脱北者団体に情報を提供している北朝鮮の現地人が誰なのかを調べていた。

## 韓国での生活
ソウル市内で一人暮らしをしており、近所の社会福祉館のコンピューター講座などに参加していた。
脱北者らの証言では、身長は172センチ程度でやせ気味であり、髪はいつも整髪料で整え若く旺盛な印象を与える外見にしており、饒舌で人との交際を好んでいたとされている。